# Skelby Kirke (Guldborgsund Kommune)
 For alternative betydninger, se Skelby Kirke. (Se også artikler, som begynder med Skelby Kirke)
Skelby Kirke ligger i landsbyen Skelby ca. 15 km S for Nykøbing Falster (Region Sjælland).

## Eksterne kilder og henvisninger
- Wikimedia Commons har flere filer relateret til Skelby Kirke (Guldborgsund Kommune)
- Skelby Kirke Arkiveret 31. januar 2011 hos  Wayback Machine på nordenskirker.dk
- Skelby Kirke på KortTilKirken.dk
- Skelby Kirke på danmarkskirker.natmus.dk (Danmarks Kirker, Nationalmuseet)